# Nebraska (album)
Pour les articles homonymes, voir Nebraska (homonymie).
Albums de Bruce Springsteen
The River
(1980) Born in the U.S.A.
(1984)
Singles
1. Atlantic City
Sortie : 1982
2. Open All Night
Sortie : 1982

Nebraska est le sixième album studio de Bruce Springsteen. Il est sorti le 30 septembre 1982 sur le label CBS Records, Columbia Records pour l'Amérique du Nord, et fut produit par Springsteen lui-même.
Cet album a la particularité d'avoir été enregistré sur un magnétophone à cassettes bon marché chez Bruce Springsteen lui-même, le 3 janvier pour la plupart des titres. Il assure la totalité des instruments apparaissant sur Nebraska (chant, guitare et harmonica).

## Histoire
Après le formidable succès mondial de The River et de la tournée qui suivit, Bruce Springsteen a besoin de s’isoler, loin de la foule, des photographes et de la pression qu’implique son activité musicale. Avec Nebraska, Springsteen va prendre tout le monde à revers, tant ses admirateurs les plus fidèles que les critiques et journalistes rock les plus aiguisés.
Alors que dans les couloirs de Columbia, sa maison de disques, on murmure de plus en plus quant à la sortie d'un nouvel album studio avec le E Street Band, Springsteen, lui s'isole chez lui, dans le New Jersey et écrit plusieurs chansons qu’il enregistre aussitôt avec un ministudio 4 pistes Tascam 144 à cassettes, seulement accompagné d’une guitare acoustique et de son harmonica. Les morceaux seront réenregistrés avec l'ajout du E Street Band, mais Springsteen ne se déclarant pas satisfait du résultat, préfère garder les versions brutes et arides du premier enregistrement, de peur que les textes ne disparaissent derrière la musique.
Nebraska s’articule autour de plusieurs thèmes. On y trouve ainsi des chroniques sociales et politiques propres à Springsteen comme la chanson titre qui narre la randonnée sanglante de Charles Starkweather et Caril Ann Fugate dans les années 1950, ou encore Johnny 99, tragédie d’un homme brisé condamné à 98 ans de prison plus une autre année pour avoir tué un veilleur de nuit. Atlantic City, certainement la chanson la plus connue de l'album, évoque Atlantic City, l’autre cité du jeu américaine (le pendant de Las Vegas, mais sur la côte est), d’un homme qui a perdu son travail, mêlé à la pègre et sans issue de secours dans la vie. On y trouve également le titre Highway Patrolman qui raconte les rapports humains entre deux frères, l'un étant voyou, l'autre policier. Cette chanson inspirera le film The Indian Runner de Sean Penn sorti en 1991.
En fait, la chanson la plus connue de l'album n'est pas ici. En effet, la version originale de Born in the U.S.A. a été enregistrée par Springsteen pour cet album mais finalement pas retenue. On retrouve cette interprétation dans la compilation 18 Tracks et on réalise mieux à son écoute l'énormité du contre-sens commis par Ronald Reagan en la choisissant comme hymne de sa campagne de réélection en 1984.
Il fut classé troisième dans les palmarès américains et britanniques. En France, il se classa à la 18e place des meilleures ventes de disques.

## Liste des pistes
Tous les titres sont écrits et composés par Bruce Springsteen.
Face 1
1. Nebraska – 4:31
2. Atlantic City – 4:00
3. Mansion on the Hill – 4:08
4. Johnny 99 – 3:42
5. Highway Patrolman (en) – 5:40
6. State Trooper – 3:17

Face 2
1. Used Cars – 3:10
2. Open all Night – 2:58
3. My Father's House – 5:07
4. Reason to Believe – 4:08

## Charts et certifications

### Album
Charts
| Pays                                 | Durée du classement | Meilleur classement | Date              |
| ------------------------------------ | ------------------- | ------------------- | ----------------- |
| Allemagne (GfK Entertainment)        | 6 semaines          | 37e                 | 1er novembre 1982 |
| Australie (ARIA Charts)              | 6 semaines          | 8e                  | 15 novembre 1982  |
| Canada (RPM)                         | 18 semaines         | 3e                  | 13 novembre 1982  |
| États-Unis (Billboard 200)           | 29 semaines         | 3e                  | 30 octobre 1982   |
| France (SNEP)                        | 16 semaines         | 18e                 | 1982              |
| Norvège (VG-lista)                   | 12 semaines         | 3e                  | 11 octobre 1982   |
| Nouvelle-Zélande (RMNZ Albums Top40) | 8 semaines          | 3e                  | 31 octobre 1982   |
| Pays-Bas (MegaCharts)                | 9 semaines          | 7e                  | 9 octobre 1982    |
| Royaume-Uni (UK Albums Chart)        | 19 semaines         | 3e                  | 3 octobre 1982    |
| Suède (Sverigetopplistan)            | 7 semaines          | 2e                  | 12 octobre 1982   |
| Suisse (Schweizer Hitparade)         | 1 semaine           | 73e                 | 29 septembre 2019 |

Certifications
| Pays        | Certification | Ventes      | Date             |
| ----------- | ------------- | ----------- | ---------------- |
| Australie   | Platine       | 70 000 +    | 25 novembre 2008 |
| Canada      | Or            | 50 000 +    | 1er juillet 1984 |
| États-Unis  | Platine       | 1 000 000 + | 6 juillet 1989   |
| Royaume-Uni | Or            | 100 000 +   | 22 juillet 2013  |

### Singles
| Single         | Chart                  | Durée du classement | Position | Date            |
| -------------- | ---------------------- | ------------------- | -------- | --------------- |
| Atlantic City  | Mainstream Rock Tracks | 10 semaines         | 10e      | 30 octobre 1982 |
| Atlantic City  | RPM Top Singles        | 2 semaines          | 49e      | 4 décembre 1982 |
| Johnny 99      | Mainstream Rock Tracks | 2 semaines          | 50e      | 9 octobre 1982  |
| Open All Night | Mainstream Rock Tracks | 10 semaines         | 22e      | 16 octobre 1982 |

## Filmographie
Le film Deliver Me from Nowhere (2025) raconte la genèse et l'enregistrement de l'album.